# Václav Fabri
Václav Fabri (* asi 1456 České Budějovice – 3. listopadu 1518 tamtéž) byl matematik, astronom, lékař, vysokoškolský učitel; v zimním semestru 1488/1489 rektor Lipské univerzity, později římskokatolický kněz a farář.

## Jiná jména
- Fabri z Budějovic, Václav
- Faber, Wenceslaus
- Fabri de Budweis, Wenceslaus
- Faber von Budweis, Wenzel
- Faber, Wenzel
- Wenzel Faber von Budweis
- Wenceslaus, de Budweis

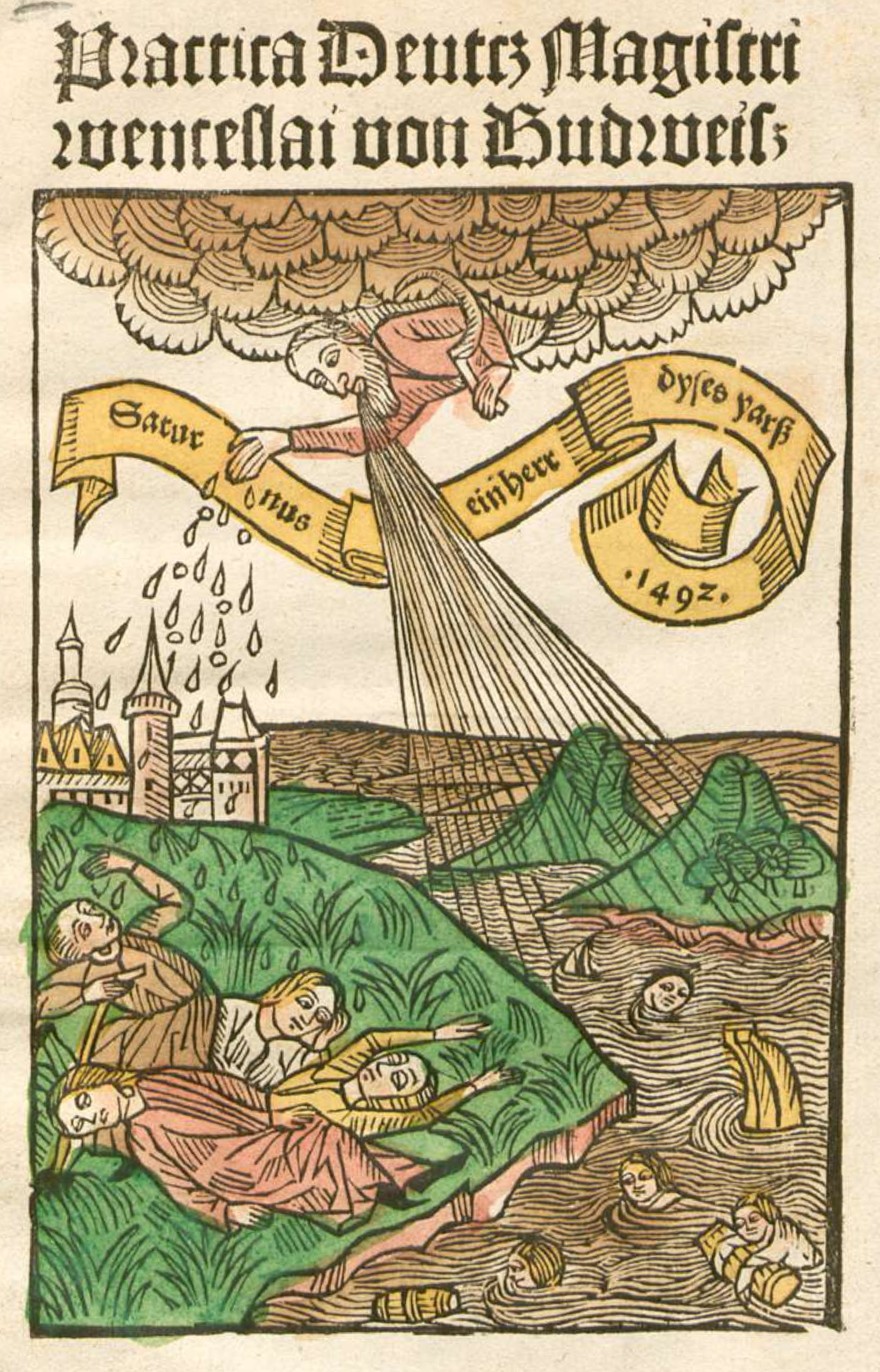
Titulní list k Practica - Berechnet für Leipzig

Poznámka: Příjmení zřejmě vzniklo podle povolání jeho otce (kovář je latinsky faber).

## Život
Pocházel pravděpodobně z rodiny českobudějovického kováře. V letech 1475 až 1498 studoval a působil na Lipské univerzitě, kde byl v semestru 1488/1489 zvolen rektorem. V roce 1497 se stal doktorem lékařství. V roce 1498 odešel do Mostu dělat lékaře. V roce 1505 (po smrti faráře Václava Haydera) se stal českobudějovickým farářem; k tomu postavení příslušelo několik dalších funkcí. Datum jeho vysvěcení na kněze není známo. Měl bohatou knihovnu, která je dnes ve fondu Jihočeského muzea.

## Výběr z díla
- Fabri, Wenceslaus: Practica - Berechnet für Leipzig (cca 1491/1492)
- Almanach für Leipzig auf das Jahr 1492 (1491/1492)
- Sacrobosco, Johannes de, Fabri, Wenceslaus: Opusculum Johannis de Sacro Busto spericum cum notabili commento atque figuris textum declarantibus utilissimis (1495)
- Tabulae solis et lunae coniunctionum (1947)
- Iudicium Lipsense (cca 1497/1498]
- Miracula iubilei anno Domini 1500 Bohemis concessi[4]

Poznámka: Celkem vydal asi 100 příležitostných (většinou astronomických nebo astrologických) tisků.

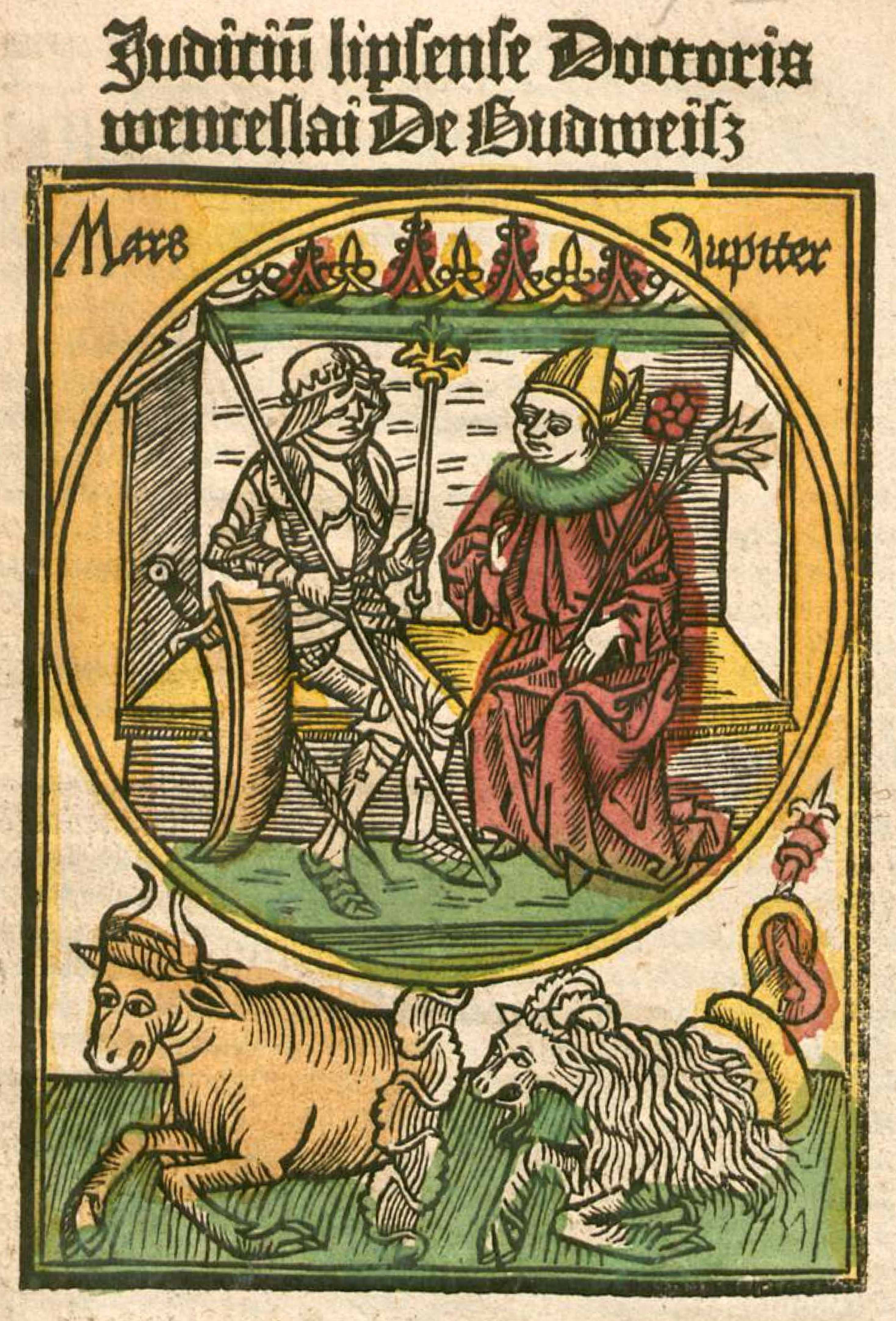
Titulní list k Iudicium Lipsense